# Jovan Andrić
Jovan Andrić, bosansko-hercegovski general, * 2. januar 1916, Davidovići (Bileća, Bosna in Hercegovina), † ?.

## Življenjepis
Leta 1941 se je pridružil NOVJ. Januarja 1942 je postal član KPJ. Sprva je bil politični komisar bataljona, nato je postal poveljnik bataljona, Južnohercegovskega odreda, 11. hercegovske brigade, Brigade narodne obrambe,...
Po vojni je končal Višjo vojaško akademijo JLA in postal pomočnik poveljnika divizije, načelnik pehotne šole rezervnih častnikov,...

## Odlikovanja
- Red zaslug za ljudstvo
- Red partizanske zvezde